# Rhinolophus mehelyi
Esta espécie relativamente sedentária de morcego da família Rhinolophidae passa durante as horas de luz nos seus refúgios diurnos a descançar de cabeça para baixo de uma maneira característica onde todo o corpo está envolvido pelas asas (Figura). Após o pôr-do-sol, tal como muitas outras espécies de morcegos abandona o seu abrigo em busca de alimento. 

## Taxonavigation
Predefinição:Rhinolophus 
Species: Rhinolophus mehelyi

## Estatuto de conservação
A nível global é considerada uma espécie vulnerável (VU;  The IUCN Red List of Threatened Species), 
em Portugal é considerada uma espécie criticamente em perigo (CR).

## Protecção Legal
Decreto-Lei nº 140/99, de 24 de Abril, Anexo B-II e B-IV, transposição da Directiva Habitats (92/43/CEE), de 21 de Maio de 1992.

Decreto nº 103/80, de 11 de Outubro, transposição da Convenção de Bona, Anexo II.

Decreto-Lei nº 31/95, de 18 de Agosto (aprovação do Acordo sobre a Conservação dos Morcegos na Europa).

Decreto-Lei nº 316/89, de 22 de Setembro, transposição da Convenção de Berna, Anexo II.

## História evolutiva (geral)
Os morcegos surgiram há cerca de 50 milhões de anos. São conhecidos por serem os únicos mamíferos com a capacidade de voar. Dividem-se em cerca de mil espécies, com uma diversidade enorme de morfologias diferentes. Os morcegos evoluíram a partir de ancestrais quadrúpedes, da Ordem Insectívora. Iniciam a sua especialização das asas ainda no estado embrionário, quando uma determinada proteína activa o crescimento acentuado dos dígitos do embrião. A membrana alar dos morcegos irá ser, portanto, sustentada pelos seus enormes dígitos. Como a sua evolução dá-se principalmente no sentido das asas, os seus membros inferiores foram atrofiando ao longo dos anos, fazendo com que os morcegos não se possam apoiar neles.

## Morfologia

### Morfologia Externa
Trata-se de um morcego de tamanho médio, com um comprimento entre os 55 e os 64 mm. A sua envergadura (de uma ponta da asa até à outra) é aproximadamente 340 mm. A sua cauda tem um comprimento entre os 24 e 29 mm e o seu antebraço pode chegar aos 55 mm. O seu peso varia entre 10 e 18 gramas. Como membro da família Rhynolopolidae possui as características expansões membranosas em volta das narinas que utiliza durante a emissão dos ultra sons. 
Possui pelagem comprida, sendo o ventre branco-acastanhado e o dorso castanho-acinzentado, embora alguns indivíduos apresentem uma tonalidade geral alaranjada. Em volta dos olhos apresenta pequenos pelos escurecidos. As membranas são geralmente bastante claras.
Possui asas estreitas e curtas, propícias para um grande tipo de manobras complexas.

## Ecologia

### Actividade
Durante as horas de luz, habita os seus refúgios diurnos, onde passa a maior parte do seu tempo. Lá descansa (a forma como repousa de cabeça para baixo e característica da sua espécie, pois envolve todo o corpo com as suas asas) e interage com os da sua espécie. Após o ocaso (pôr-do-sol), o morcego-de-ferradura mourisco abandona o seu abrigo, e parte em busca de alimento. Durante este período de actividade, surgem os refúgios nocturnos, usados para fazer pausas entre os voos ou para ingerir um alimento obtido. É considerado uma espécie hibernante, embora por vezes se encontrem indivíduos em actividade durante o Inverno, não havendo portanto dados concretos para estabelecer um período de hibernação. As suas colónias são formadas por dezenas ou centenas de indivíduos durante todo o ano e durante o Verão, é frequente acontecer mistura com outras colónias de morcegos.

### Hábitos Alimentares
Espécie insectívora, que captura invertebrados, onde o mais comum é a borboleta nocturna. Prefere caçar em áreas de matos mediterrâneos e zonas húmidas com vegetação ribeirinhas bem estruturada, locais propícios para a captura de insectos.  
Durante os primeiros períodos de vida são totalmente dependentes da mãe no que toca a alimentação. Normalmente mamam por períodos que variam entre 2 a 4 semanas.

### Reprodução
O tempo de gestação dos morcegos insectívoros é cerca de 2 a 3 meses. A grande maioria das fêmeas tem um descendente por  ninhada, que se agarra ao corpo da mãe através de dois falso mamilos, fazendo com que a cria nunca permaneça de cabeça para baixo. Quando estão prontas para parir, juntam-se no mesmo grupo até que os seus filhos nasçam e estejam prontos para procurar o seu próprio alimento (normalmente as crias permanecem agarradas ao corpo da mãe cerca de três semanas e a maturidade sexual ocorre no primeiro ou segundo ano de vida). Por norma, a maioria dos nascimentos ocorre no mês de Julho.

### Comunicação
Enquanto voam, os morcegos podem emitir sons para além do sonar (sons do sistema de ecolocação). Neste caso, o som dos morcegos insectívoros é curto, repetitivo e agudo. Estudos demonstram também que estando os morcegos divididos em inúmeras espécies diferentes, cada uma delas tem uma frequência própria que pode ser modificada de forma a não surgir conflitos com outras espécies de morcegos diferentes. Desta forma cada espécie determina uma frequência de ultra sons, com que comunica, não havendo risco durante o acasalamento, de se cruzarem com outra espécie e originarem híbridos estéreis.

### Ecolocação
Todos os morcegos possuem um sistema de ultra-sons (pulsações sonoras de altíssima frequência, milhares de ciclos acima do limite da capacidade auditiva humana), denominado ecolocação. Este sistema está particularmente desenvolvido nos morcegos insectívoros. Com ele conseguem evitar os obstáculos e localizar as mais pequenas presas em pleno voo. Emitem os ultra sons através da boca ou das narinas. O som bate no potencial alimento ou obstáculo e ecoa de volta para o morcego que o ouve, trazendo consigo informação perfeita sobre o tamanho, o formato, a deslocação e a direcção do objecto. Este processo é extremamente rápido que permite ao morcego fazer alterações e ajustes no seu voo em fracções de segundo.
A forma mais prática de identificar as várias espécies de morcegos é através de detectores electrónicos apropriados, que captam as frequências electrónicas respectivas de cada espécie.

### Inimigos Naturais
Os morcegos de Ferradura Mourisco podem ser por vezes as presas de alguns predadores ocasionais tais como: Peneireiro-vulgar (Falco tinnunculus), Coruja-das-torres (Tyto alba), Mocho-galego (Athene noctua) e Geneta (Genetta genetta). A capacidade de voo dos morcegos e a sua actividade nocturna reduz o impacto exercido pelos competidores e predadores. Entre os morcegos, as diferentes estratégias de caça e de alimentação resultam numa redução extrema de competitividade com as outras espécies que utilizam os mesmos locais para a respectiva alimentação.

### Habitat
Geralmente habita zonas de paisagem tipicamente mediterrânica, com matagais, montados e proximo de zonas com vegetação ripícola. Os abrigos são geralmente grutas e minas de grandes e médias dimensões, não habitando geralmente em edifícios.

## Distribuição
Surge em regiões do Norte de África e Sul da Europa (regiões de clima mediterrâneo). Também se verifica a sua existência ao longo Ásia Menor até à Transcaucásia e Irão Ocidental. Em Portugal surge em grutas e minas do centro e do sul do país, não havendo registo desta espécie no norte. É relativamente sedentário, permanecendo todo o ano no mesmo refúgio. Em Portugal, a deslocação máxima registada foi de 90 km.

## Factores de Ameaça
- A destruição e alteração dos abrigos. Esta perturbação dos abrigos é particularmente grave em períodos como o de criação e o de hibernação.
- A destruição de florestas de folhosas autóctones e de galerias ripícolas o que leva a uma diminuição da comunidade de insectos, que são a base da dieta alimentar desta espécie.
- A poluição resultante da utilização de pesticidas e fertilizantes, podendo provocar a redução da comunidade de insectos, e o envenenamento de adultos e juvenis.
- O atropelamento e a utilização de vedações com arame farpado no topo, devido ao tipo de voo baixo característico desta espécie.
- A, ainda observada, perseguição directa por parte do Homem a este grupo de mamíferos.

## Medidas de Conservação
- Protecção e regeneração dos habitats de alimentação, reprodução e de abrigo.
- Promover o estudo desta espécie de forma a conseguir maior informação sobre a sua actividade e desta forma exercer planos mais eficazes de monitorização e de conservação sobre ela.
- Impedir o encerramento de minas ou grutas com dispositivos inadequados (por exemplo, portas compactas ou gradeamentos).
- Em abrigos muito perturbados, colocar vedações que evitem a entrada de visitantes, mas permitam a passagem de morcegos. No caso de grutas, a entrada dos visitantes deve ser restringida na(s) época(s) do ano em que o abrigo é ocupado.
- Consolidar, quando necessário, as galerias de minas importantes.
- Preservar a floresta autóctone naturalmente bem desenvolvida em detrimento de extensas monoculturas florestais.
- Proteger as margens das linhas de água, promovendo a conservação e/ou recuperação da vegetação ribeirinha autóctone, sem prejuízo das limpezas excepcionais necessárias ao adequado escoamento.
- Reduzir a utilização de agro-químicos na agro-pecuária e silvicultura
- Melhorar a qualidade da água, de forma a garantir a preservação da diversidade de insectos dependentes do meio aquático, e a disponibilidade de locais para esta espécie e outras beberem.
- Informar e sensibilizar o público para a conservação da espécie e o ecossistema que esta integra.